# نادي شباب أم السرب
نادي شباب أم السرب والمعروف أيضًا باسم أم مسرب هو نادي كرة قدم أردني يقع في منطقة أم السراب ، الأردن. ويتنافس حالياً في دوري الدرجة الثانية الأردني، وهو المستوى الثالث لكرة القدم الأردنية.

## تاريخه
شارك نادي أم السراب في دوري الدرجة الثالثة الأردني 2023 حيث حل في المجموعة التاسعة على مستوى منطقة المفرق. وفي نهاية المطاف، نجح أم السراب في التقدم من مجموعته وفاز على نادي دير علا 2-1 في ربع النهائي، ليصعد إلى دوري الدرجة الثانية الأردني.
وسيشارك في دوري الدرجة الثانية الأردني 2024 ضمن المجموعة الثانية.

## انظر ايضا
- نادي مرج الحمام

## روابط خارجية
- أم السراب سكور واي
- نادي أم السرب
- أم السرب - كوورة